# Comunità ebraica di Mirandola

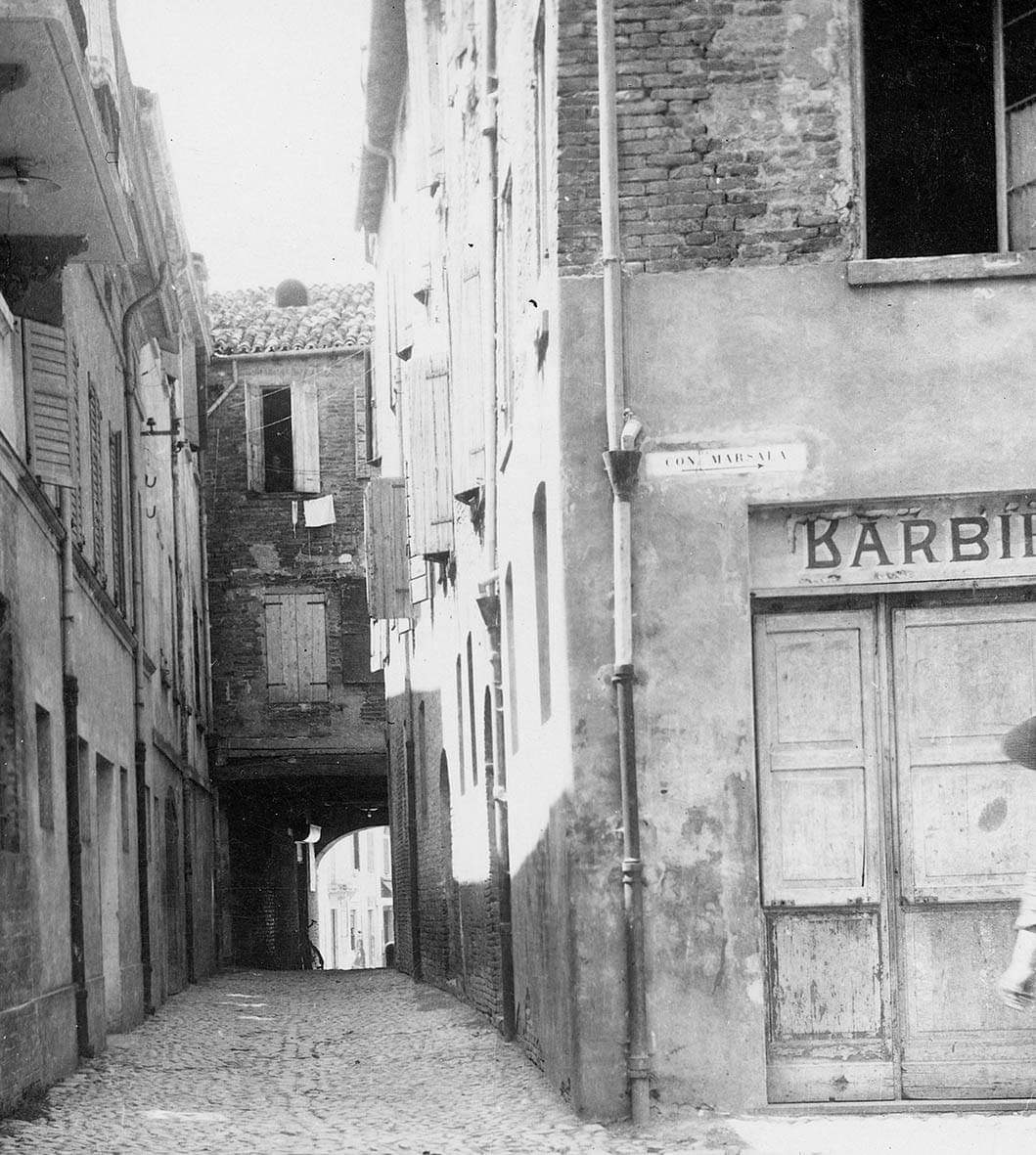
Il cosiddetto "voltone dei ramari" visto da via Marsala nel 1960, uscita dell'ex ghetto ebraico di Mirandola

La comunità ebraica di Mirandola è stata una comunità ebraica attiva durante l'epoca del Ducato della Mirandola.

## Storia
Le prime testimonianze sulla presenza di ebrei mirandolesi sono contenute in un documento del luglio 1434, nel quale papa Eugenio IV promise a Giovanni I Pico e Francesco III Pico, signori della Mirandola e conti della Concordia, di assolverli dalla scomunica papale se avessero espulso i prestatori ebrei presenti nello Stato della Mirandola.
Molto noti furono, durante il Rinascimento, i rapporti tra Giovanni Pico della Mirandola e gli ebrei, che insegnarono al celebre filosofo mirandolese la lingua e la cultura ebraica, inclusa la cabala.
Altre testimonianze che certificano la presenza ebraica a Mirandola sono datate tra il 1462 e il 1482. Negli anni seguenti, nonostante l'avvenuta fondazione nel 1495 del monte di pietà voluto dal frate francescano minore Evangelista da Faenza sotto il dominio di Galeotto I Pico, vi è traccia della continuazione dell'attività di prestito di denaro da parte degli ebrei: i ricchi cittadini cristiani mirandolesi continuavano ad affidare agli ebrei i propri denari per poterli dare in usura senza troppi rimorsi di coscienza. Per porre un freno a tale situazione, Giovanni Francesco II Pico della Mirandola emise una grida nel 1501 per vietare ai propri sudditi di prestare soldi agli ebrei, ma non ottenne il risultato sperato..
Nel 1548 Angelo (Mordechai) da Mirandola, figlio di un tale Magister Raffaele, astronomo di Mirandola, domandò a papa Paolo III il riconoscimento dei diritti già concessi al padre, fuggito dal sacco di Roma del 1527 e morto a Napoli.
Nell'estate del 1602 giunse a Mirandola il predicatore francescano Bartolomeo Cambi (o Campi) da Saluzzo che, dopo aver tenuto nella piazza principale un'orazione davanti a 12.000 persone (altre 3.600 persone dovettero rimanere fuori dalle mura per mancanza di spazio), convinse Federico II Pico della Mirandola ad istituire il ghetto ebraico (situato nell'odierna via Marsala) e ad imporre l'obbligo di portare il segno di riconoscimento. Il segno che doveva contraddistinguere gli ebrei consisteva in pezzo di stoffa gialla a forma di cerchio (chiamato "sciamanno") cucito sul vestito per gli uomini oppure due strisce blu cucite sullo scialle per le donne, così come stabilito da papa Innocenzo III nel 1215 durante il IV Concilio Lateranense. La situazione portò dunque ad una segregazione ebraica nel territorio del Principato della Mirandola..
In seguito, si ha notizia che nel 1619 venne concessa dal principe Alessandro I Pico della Mirandola, autorizzato dal cardinale camerario, l'apertura di un banco feneratizio gestito dagli ebrei Vitale e fratelli de' Bondi.
Nell'elenco degli ebrei convertiti conservato presso la Cancelleria spagnola di Milano è annotato che nel 1620 un certo Francesco della Mirandola con la moglie Antonia chiese l'autorizzazione a mendicare nel territorio dello Stato di Milano..
A seguito del sacco di Mantova del 18 luglio 1630 ad opera delle truppe dei lanzichenecchi al soldo dell'imperatore Ferdinando II d'Asburgo, molti ebrei mantovani fuggirono dalla propria città, trovando rifugio a Mirandola, dove vennero temporaneamente sfamati a credito e ad un prezzo molto elevato, nell'attesa di ricevere i soccorsi della comunità ebraica di Ferrara. Al termine della guerra di successione di Mantova, infatti, ogni ebreo dovette risarcire al duca Alessandro I Pico le spese di mantenimento: solo dopo aver saldato il debito, con prestiti e collette, circa 300 ebrei poterono finalmente ritornare a Mantova..
I sovrani della famiglia Pico si rivolsero a diversi zecchieri ebrei per coniare le monete emesse dalla zecca della Mirandola. In particolare, nel 1630 Alessandro I Pico incaricò lo zecchiere ebreo Jacob Padova, che dopo la conversione al cristianesimo nel 1637 si fece chiamare Gian Francesco Manfredi. Nel 1669 Alessandro II Pico commissionò a Elia Teseo la coniazione di un gran numero di monete da una lira e da un cavallotto, tali da divenire comunissime e utilizzate fino al 1731, ben oltre la caduta della dinastia Pico.
Già nella seconda metà del XVII secolo, la comunità ebraica di Mirandola si era ormai estinta, anche come conseguenza alla distruzione della sinagoga per ordine del Santo Uffizio.
Durante la seconda guerra mondiale vennero deportati ed internati a Mirandola molti ebrei, soprattutto stranieri, provenienti da diverse parti d'Italia. Dopo l'8 settembre 1943, molti di essi cercarono di fuggire dalle persecuzioni razziali: 105 ebrei furono salvati da don Dante Sala (parroco di San Martino Spino) e Odoardo Focherini, che per il loro gesto hanno ottenuto il riconoscimento di Giusti tra le nazioni.

## Ghetto
Il ghetto ebraico di Mirandola venne istituito nel 1602 ed era situato nell'isolato compreso tra le Strade del Ghetto, Messora e San Rocco.
Nel 1830 il piccolo slargo posto all'incrocio delle due predette strade e che, tramite il passaggio coperto del cosiddetto Voltone dei Ramari, comunica con piazza della Costituente era ancora chiamato Piazzale del Ghetto.
Il 28 novembre 1865 il consiglio comunale decise di ridenominare la Strada del Ghetto e la Strada Messora, rispettivamente, in via Milazzo e via Marsala. La Strada di San Rocco corrisponde all'attuale via Giuseppe Verdi.

## Sinagoga
Verso il 1637 i pochi ebrei rimasti a Mirandola eressero una sinagoga.. Tale iniziativa venne però contrastata dalla Sacra Congregazione, che la bollò come nuova erettione, dando ordine di demolirla immediatamente nello stesso anno..

## Cimitero
Gli ebrei ebbero un proprio cimitero nell'area posta a fianco del Duomo di Santa Maria Maggiore di Mirandola, in seguito utilizzata per edificare l'ospedale Santa Maria Bianca.